# Pere Morey
Pere Morey Servera  (Palma de Mallorca, 23 de diciembre de 1941 - ibídem, 5 de noviembre de 2019) fue un escritor español especializado en literatura infantil y juvenil en catalán.

## Biografía
Trabajó como profesor universitario licenciado en ciencias económicas por la Universidad de Barcelona y en ciencias empresariales por la Universidad de las Islas Baleares. Colaboró en medios de comunicación como IB3 Televisión, IB3 Radio, Onda Cero, Ona Mallorca, Radio Calviá, TVE, Radio Popular y El Mirall. Escribió novela histórica, novela negra, ciencia ficción, teatro y un mimodrama con fondos musicales. También escribió guiones para películas y cómics. Su obra se ha traducido del catalán al alemán, al español y al francés.
Como miembro de la Comisión Cívica del Tricentenario 1715-2015, participó activamente en Mallorca con una novela sobre la guerra de sucesión: La darrera canonada. Mallorca, 1701-1715. Participa también en el documental La Resistència realizado por Pere Sánchez, con Bartolomeu Mestre, Guillem Morro Veny y Oriol Junqueras.

## Obra
- 1979: Rondalles pels qui les saben totes
- 1984: Pedres que suren
- 1984: Rondalles pels qui els agrada la història
- 1984: La ciàtica de mossèn Blai i altres rondalles picantetes
- 1986: Una olor com de fera
- 1987: Rondalles pels qui els agraden blanques
- 1987: Operació Verge Negra
- 1987: L'anell de Boken-Rau (I)
- 1987: Dia D a Santa Ponça
- 1989: Però... Tu no eres mort?
- 1990: Mai no encalcis un cec a les fosques
- 1992: Mai no moriràs, Gilgamesh!
- 1993: El llaüt de vela negra
- 1993: L'anell de Boken-Rau (II)
- 1994: Allò que conta el vent del desert
- 1995: Al començament fou el foc
- 1995: La simfonia dels adéus
- 1996: La volta al món en 8 rondalles
- 1998: Llibre de Geografantasia i contes
- 1998: El darrer pregó d'Abú Yahià
- 1999: El templer i l'arquitecte
- 2000: El sol mai no es pon (sobre els meus fills)
- 2002: La metgessa càtara
- 2003: Les descomunals aventures del cavaller de l'armadura abonyegada
- 2008: Peix de prémer
- 2009: Pirènia, el país que mai no va existir
- 2011: Els casos més espaterrants de l'inspector Tellini Alpesto
- 2013: La magrana de foc
- 2013: Lluna negra[8]
- 2015: La darrera canonada. Mallorca 1701-1715.

### Teatro infantil y juvenil
- Sagran (Mimodrama musical), 1981.
- La flor romanialíssima, 1982.
- Set missatges per en Joanet, 2006.
- Sagran 2-0 (no és més que un mirall), 2006.

## Premios
- Premio Joaquim Ruyra de narrativa juvenil (1983) por Pedres que suren. Esta obra también obtuvo el premio Literatura Catalana de la Generalidad de Cataluña-obra de creación para lectura de niños (1984).
- Premio Joanot Martorell de narrativa de Gandia (1984): La ciàtica de mossèn Blai i altres rondalles picantetes.
- Premio Baltasar Porcel de narrativa de Andrach (1992): La simfonia dels adéus.
- Premio Guillem Cifre de Colonya (1993) por Allò que conta el vent del desert.
- Premio Baltasar Porcel de narrativa de Andrach (2002): Les descomunals aventures del cavaller de l'armadura abonyegada.
- Premio Mallorca Fantàstica de Literatura (2011): Pirènia, el país que mai no va existir.[9]